# Grodziec Drugi
Grodziec Drugi – wieś w Polsce położona w województwie opolskim, w powiecie opolskim, w gminie Niemodlin.
W latach 1975–1998 miejscowość należała administracyjnie do województwa opolskiego.
Wieś nie występuje w GUS jako jednostka spisowa.